# 29e cérémonie des Hong Kong Film Awards
La 29e cérémonie des Hong Kong Film Awards s'est déroulée le 18 avril 2010 (il peut s'agir des titres internationaux ou/et de noms d'artistes vers des articles non-redirigés).

## Meilleur film
- Bodyguards and Assassins de Teddy Chen
  - KJ: Music and Life de Cheung King-wai
  - Les Trois Royaumes de John Woo
  - Shinjuku Incident de Derek Yee
  - Overheard d'Alan Mak et Felix Chong

## Meilleur réalisateur
- Teddy Chen pour Bodyguards and Assassins
  - Ann Hui pour Night and Fog
  - John Woo pour Les Trois Royaumes
  - Derek Yee pour Shinjuku Incident
  - Alan Mak et Felix Chong pour Overheard

## Meilleur scénario
- Alex Law pour Echoes of the Rainbow

## Meilleur acteur
- Simon Yam (Echoes of the Rainbow)

## Meilleure actrice
- Kara Hui pour At the End of Daybreak

## Meilleur second rôle masculin
- Nicholas Tse (Bodyguards and Assassins)

## Meilleur second rôle féminin
- Michelle Ye (Accident)

## Meilleur espoir réalisateur
- Cheung King-wai (KJ: Music and Life)

## Meilleur film asiatique
- Yōjirō Takita pour Departures

## Récompenses spéciales

### Lifetime Achievement Award
- Liu Chia-liang